# 1922 (szám)
Az 1922 (római számmal: MCMXXII) az 1921 és 1923 között található természetes szám.

## A matematikában
A tízes számrendszerbeli 1922-es a kettes számrendszerben 11110000010, a nyolcas számrendszerben 3602, a tizenhatos számrendszerben 782 alakban írható fel.
Az 1922 páros szám, összetett szám. Kanonikus alakja 21 · 312, normálalakban az 1,922 · 103 szorzattal írható fel. Hat osztója van a természetes számok halmazán, ezek növekvő sorrendben: 1, 2, 31, 62, 961 és 1922.
Az 1922 érinthetetlen szám: nem áll elő pozitív egész számok valódiosztóösszeg-függvényeként..